# المشاكل الحالية في النظرية اللغوية (كتاب)
«المشاكل الحالية في النظرية اللغوية» هو كتاب من تأليف عالم اللغويات الأمريكي نعوم تشومسكي، نُشر في عام 1964. يُعد الكتاب نسخة مُراجعة ومُوسعة من «الأسس المنطقية للنظرية اللغوية»؛ الورقة التي قدمها تشومسكي في مؤتمر علماء اللغويات العالمي التاسع الذي انعقد في كامبريدج بولاية ماساتشوستس عام 1962. الكتاب عبارة عن أفرودة بطول مائة صفحة بشكل مشابه لعمل تشومسكي السابق «البنايات النحوية» (1957). قدم تشومسكي أفكار هذا الكتاب بشكل مُفصل أكثر في كتاب «جوانب نظرية النحو» (1965).

## نظرة عامة
شدّد تشومسكي على قدرة اللغات البشرية على خلق عدد لانهائي من الجمل. إذ يرى الكاتب أن الإبداع صفة ذات أهمية جوهرية في اللغات بصفة عامة. أعلن تشومسكي بكل ثقة أن صفة الإبداع هي «الحقيقة المركزية التي يجب على أي نظرية لغوية أن تتعامل على أساسها»، وأضاف أن «أي نظرية لغوية تتجاهل الجانب الإبداعي من اللغة فهي ذات أهمية هامشية». ثم يصف تشومسكي النظرية اللغوية البنيوية القائمة في وقته بأنها مسعى «تصنيفي» قيد نفسه بنطاق ضيق حتى أصبح «مخزونًا من العناصر» عوضًا عن مخزون من القواعد الكامنة وراء بنية اللغة. ونتيجة لذلك يرى المؤلف أن هذا النموذج اللغوي المُبسط بدرجة مفرطة «يستهين بثراء هيكل اللغة والعمليات التوليدية الكامنة وراءها بشدة». بعد انتهاء تشومسكي من نبذ النظريات القائمة حاول أن يثبت أن نموذج النحو التحويلي التوليدي الذي اخترعه حديثًا أقرب بشدة للواقع من غيره.

## عمق التحليل اللغوي ونطاقه
عرّف تشومسكي ثلاثة مستويات لقياس نجاح النظريات اللغوية، وهي: «كفاءة الملاحظة» (أي التقاط البيانات اللغوية الصالحة التي يتوجب على علماء اللغة أن يعالجوها بشكل صحيح)، و«الكفاءة الوصفية» (أي تخصيص وصف بنيوي واضح لعناصر الجملة)، و«كفاءة الشرح» (أي تبرير اختيار نموذج نحو وصفي معين للغة معينة بالاستعانة بأساس مبدئي).
وضح تشومسكي أن معظم محتوى علم اللغويات البنائي الحديث في النصف الأول من القرن العشرين ينشغل بكفاءة الملاحظة فقط. وأضاف كذلك أنه يمكن تحقيق الكفاءة الوصفية عن طريق مجموعة من الأوصاف البنيوية (مثل برنامج حاسوبي) تغطي جميع البيانات اللغوية على أساس ظرفي. ولكن من وجهة نظر تشومسكي لا تزال تلك الطريقة تعجز عن استيضاح طبيعة البنية اللغوية. إذًا فتغطية جميع البيانات بصفة شاملة على مستوى كفاءة الملاحظة أو تغطية جميع الأوصاف البنيوية على مستوى الكفاءة الوصفية هو مسعى غير مجدي وغير جدير بالاهتمام. يجب إذن على النظرية اللغوية الناجحة أن ترتقي إلى مستوى «كفاءة الشرح»، أي وصف الخصائص المميزة للغات البشرية بخلاف ما تقدر مجموعة الأوصاف البنيوية على فعله. وبالتالي يرى تشومسكي أن هذا المستوى من العمق التحليلي أهم بكثير من توسعة نطاق النظرية باستمرار، مع وضع مرحلة تطور علم اللغويات في عهد تشومسكي في عين الاعتبار.

## ردود الأفعال
طبقًا لعالم اللغويات البريطاني جون إيرل جوسيف فإن تلك الورقة «خلّدت سمعة تشومسكي العالمية في علم اللغويات».

## وصلات خارجية
- Current Issues in Linguistic Theory preview in Google Books}